# Miquel Martínez Moyà
Miquel Martínez Moyà   (Berga, 28 de juny de 1984) més conegut com a Miki, és un exfutbolista català. Ocupava la posició de migcampista.

## Biografia
Nascut a Berga, Barcelona. Sorgeix del planter del RCD Espanyol. Després de jugar amb l'Espanyol B. En dues jornades consecutives de la temporada 2005-06 debuta amb el primer equip, tot jugant dos partits de substitut amb el primer equip: al Vila-real CF (derrota 0-4) i a casa contra el Sevilla FC (victòria 5-0). L'estiu del 2006 el fitxa el Getafe CF, que el cedeix al Real Jaén, de Segona B.
La carrera del migcampista prossegueix per equips catalans de Segona B, com són el CE Sabadell i la UE Lleida. L'estiu del 2010 va ser fitxat pel Gimnàstic de Tarragona, club al qual pertany fins a finals de temporada.
L'any següent milita al Club Esportiu Alcoià a la mateixa categoria. A final de temporada acaba baixant a Segona divisió B. La temporada 2013-2014, va jugar amb l'Olot.
Ha estat internacional amb la selecció espanyola sub-23, amb la qual va participar en els Jocs Olímpics de la Mediterrània del 2005.